# Ministero degli affari esteri (Macedonia del Nord)
Il Ministero degli affari esteri e del commercio estero (in macedone Министерство за надворешни работи и надворешна трговија?) è un dicastero del governo della Repubblica della Macedonia del Nord. Esso ha il compito di attuare la politica estera della Macedonia del Nord e di rappresentare il Paese nel contesto delle relazioni internazionali, promuovendo l'adesione alla NATO e all'Unione europea.
L'attuale ministro è Timčo Mucunski, in carica dal 23 giugno 2024.

## Storia
Il Ministero, fondato nel 1991 con la dichiarazione di indipendenza della Macedonia del Nord dalla Jugoslavia, ha ereditato la struttura e le funzioni dell'ex Segretariato per le Relazioni estere dell'allora Repubblica Socialista di Macedonia. Nominato inizialmente Ufficio per le Relazioni estere, il dicastero venne istituito con un decreto dell'allora presidente dell'Assemblea del popolo, Nikola Minčev, il 29 aprile 1969; dal 2007, il 29 aprile è stato dichiarato ufficialmente come Giornata del Ministero degli affari esteri della Macedonia del Nord.

## Elenco dei ministri
| Ministro                         | Ministro                                   | Ministro                   | Partito                                                                | Governo                               | Mandato          | Mandato          |
| Ministro                         | Ministro                                   | Ministro                   | Partito                                                                | Governo                               | Inizio           | Fine             |
| -------------------------------- | ------------------------------------------ | -------------------------- | ---------------------------------------------------------------------- | ------------------------------------- | ---------------- | ---------------- |
| Affari esteri                    |                                            |                            |                                                                        |                                       |                  |                  |
|                                  | Denko Maleski intervistato da VOA Macedone | Denko Maleski (1945)       | Unione Socialdemocratica di Macedonia                                  | Kljusev                               | 20 marzo 1991    | 4 settembre 1992 |
| Crvenkovski I                    | Denko Maleski intervistato da VOA Macedone | Denko Maleski (1945)       | Unione Socialdemocratica di Macedonia                                  | 4 settembre 1992                      | 9 febbraio 1993  |                  |
| Crvenkovski I                    |                                            |                            | Stevo Crvenkovski (1947-2004)                                          | Unione Socialdemocratica di Macedonia | 9 febbraio 1993  | 20 dicembre 1994 |
| Crvenkovski II                   | 20 dicembre 1994                           | 23 febbraio 1996           | Stevo Crvenkovski (1947-2004)                                          | Unione Socialdemocratica di Macedonia |                  |                  |
| Crvenkovski II                   |                                            |                            | Ljubomir Frčkoski (1957)                                               | Unione Socialdemocratica di Macedonia | 23 febbraio 1996 | 29 maggio 1997   |
| Crvenkovski II                   |                                            |                            | Blagoj Handziski (1948)                                                | Unione Socialdemocratica di Macedonia | 29 maggio 1997   | 30 novembre 1998 |
|                                  |                                            | Aleksandar Dimitrov (1949) | Alternativa Democratica                                                | Georgievski                           | 30 novembre 1998 | 30 novembre 2000 |
|                                  |                                            | Srgjan Kerim (1948)        | Partito Liberale di Macedonia                                          | Georgievski                           | 30 novembre 2000 | 13 maggio 2001   |
|                                  |                                            | Ilinka Mitreva (1950-2022) | Unione Socialdemocratica di Macedonia                                  | Georgievski                           | 13 maggio 2001   | 30 novembre 2001 |
|                                  |                                            | Slobodan Čašule (1948)     | Organizzazione Rivoluzionaria Interna della Macedonia-Partito Popolare | Georgievski                           | 30 novembre 2001 | 1º novembre 2002 |
|                                  |                                            | Ilinka Mitreva (1950-2022) | Unione Socialdemocratica di Macedonia                                  | Crvenkovski III                       | 1º novembre 2002 | 2 giugno 2004    |
| Kostov                           | 2 giugno 2004                              | Ilinka Mitreva (1950-2022) | Unione Socialdemocratica di Macedonia                                  | 17 dicembre 2004                      |                  |                  |
| Bučkovski                        | 2 giugno 2004                              | Ilinka Mitreva (1950-2022) | Unione Socialdemocratica di Macedonia                                  | 28 agosto 2006                        |                  |                  |
|                                  |                                            | Antonio Milošoski (1976)   | Partito Democratico per l'Unità Nazionale Macedone                     | Gruevski I                            | 28 agosto 2006   | 26 luglio 2008   |
| Gruevski II                      | 26 luglio 2008                             | Antonio Milošoski (1976)   | Partito Democratico per l'Unità Nazionale Macedone                     | 28 luglio 2011                        |                  |                  |
|                                  |                                            | Nikola Poposki (1977)      | Partito Democratico per l'Unità Nazionale Macedone                     | Gruevski III                          | 28 luglio 2011   | 19 giugno 2014   |
| Gruevski IV                      | 19 giugno 2014                             | Nikola Poposki (1977)      | Partito Democratico per l'Unità Nazionale Macedone                     | 18 gennaio 2016                       |                  |                  |
| Dimitriev                        | 18 gennaio 2016                            | Nikola Poposki (1977)      | Partito Democratico per l'Unità Nazionale Macedone                     | 31 maggio 2017                        |                  |                  |
|                                  |                                            | Nikola Dimitrov (1972)     | Indipendente                                                           | Zaev I                                | 31 maggio 2017   | 3 gennaio 2020   |
| Spasovski                        | 3 gennaio 2020                             | Nikola Dimitrov (1972)     | Indipendente                                                           | 31 agosto 2020                        |                  |                  |
|                                  |                                            | Bujar Osmani (1979)        | Unione Democratica per l'Integrazione                                  | Zaev II                               | 31 agosto 2020   | 16 gennaio 2022  |
| Kovačevski                       | 16 gennaio 2022                            | Bujar Osmani (1979)        | Unione Democratica per l'Integrazione                                  | 28 gennaio 2024                       |                  |                  |
| Xhaferi                          | 28 gennaio 2024                            | Bujar Osmani (1979)        | Unione Democratica per l'Integrazione                                  | 22 giugno 2024                        |                  |                  |
| Affari esteri e commercio estero |                                            |                            |                                                                        |                                       |                  |                  |
|                                  |                                            | Timčo Mucunski (1989)      | Partito Democratico per l'Unità Nazionale Macedone                     | Mickoski                              | 22 giugno 2024   | in carica        |

### Esplicative
1. ↑  Ricopre anche la carica di Vice Primo ministro fino al 20 dicembre 1994.

### Bibliografiche
1. ↑   Министерство за надворешни работи, su Ministry of Foreign Affairs. URL consultato il 3 gennaio 2025.